# Frédéric Talgorn
 (février 2024).
Frédéric Talgorn est un compositeur français de musique de films, né le 2 juillet 1961 à Toulouse.

## Biographie
Né le 2 juillet 1961 à Toulouse, Frédéric Talgorn vit et travaille aux États-Unis. Il commence sa carrière en 1989 avec Docteur Jekyll et M. Hyde (Edge of Sanity).
Depuis Le Brasier, en 1991, il compose aussi pour le cinéma français et connaît plusieurs succès, dont Anthony Zimmer et Les Aiguilles rouges.
Comme chef d'orchestre, il réenregistre en studio, (avec le National Royal Orchestra écossais notamment), des classiques hollywoodiens pour le label cinéphile Varèse-Sarabande.

## Filmographie

### Cinéma

#### Longs métrages
- 1989 : Docteur Jekyll et M. Hyde (Edge of Sanity) de Gérard Kikoïne
- 1989 : Robot Jox de Stuart Gordon
- 1989 : Buried Alive de Gérard Kikoïne
- 1990 : Delta Force 2: The Colombian Connection de Aaron Norris
- 1991 : Le Brasier d'Éric Barbier
- 1992 : Fortress de Stuart Gordon
- 1993 : Meurtre par intérim de Tom Holland
- 1997 : Die Story von Monty Spinnerratz de Michael F. Huse
- 2000 : Heavy Metal 2000 de Michael Coldewey et Michel Lemire
- 2003 : Laisse tes mains sur mes hanches de Chantal Lauby
- 2004 : RRRrrrr!!! d'Alain Chabat
- 2005 : Anthony Zimmer de Jérôme Salle
- 2005 : Les Aiguilles rouges de Jean-François Davy
- 2006 : Nos jours heureux d'Eric Toledano et Olivier Nakache
- 2006 : Président de Lionel Delplanque
- 2007 : Molière de Laurent Tirard
- 2008 : Astérix aux Jeux Olympiques de Frédéric Forestier et Thomas Langmann
- 2008 : Mes stars et moi de Lætitia Colombani
- 2008 : Les Enfants de Timpelbach de Nicolas Bary
- 2009 : Tellement proches d'Eric Toledano et Olivier Nakache
- 2014 : McTaggart's Fortune de Gary Ambrosia

#### Courts métrages
- 2005 : Robots of Mars 3D Adventure, de Don Fox et Michael Sarley

### Télévision

#### Séries télévisées
- 1992 : Les Aventures du jeune Indiana Jones (The Young Indiana Jones Chronicles) (épisodes Germany, Mid-August 1916 et Somme, Early August 1916)
- 1997 : The Wonderful World of Disney (épisode Les ailes de la victoire (Angels in the Endzone) de Gary Nadeau)
- 1999 : Les Aventures du jeune Indiana Jones (The Young Indiana Jones Chronicles) (épisode Trenches of Hell)
- 2012 : Le Petit Prince, par Method Animation (épisode La planète des Okidiens - 1/2)
- 2016 : Les Nouvelles Aventures de Peter Pan, par Method Animation (26 épisodes)

#### Téléfilms
- 1995 : Legends in Light: The Photography of George Hurrell, de Carl Colby (documentaire)
- 1999 : Une fille dangereuse (The Wrong Girl), de David Jackson
- 1999 : The Devil's Arithmetic, de Donna Deitch
- 2000 : Common Ground (en), de Donna Deitch
- 2003 : Contamination mortelle (Do or Die), de David Jackson

## Œuvres concertantes
- Mysteria : concerto pour trompette et orchestre, dédié à Thierry Caens
- Mandala : pour violon et piano ou orchestre
- Olympus : suite pour ensemble de cuivres, dédiée aux Cuivres français
- Unveiling : pour trombone et quintette de cuivres, dédié à Spanish Brass
- Stances : pour violon et harpe, dédié à Anne Ménier et Christine Icart
- Concerto pour contrebasse et cordes, dédié à Daniel Mariller

## Discographie

### Singles
- 1992 : réédité en 2016 OLYMPUS Suite pour Ensemble de Cuivres par les Cuivres Français dir. Michel Becquet - trompette solo Thierry Caens label Indesens INDE080 Fanfares pour Cuivres
- 1993 : Vinum et Sanguinem (Ode à St Vincent) Cantate avec C.Estourelle soprano , M.Piquemal baryton Camerata de Bourgogne - Chœurs Roger Toulet - dir.art. Thierry Caens  label Arion/Verany PV795013
- 2008 : Générique Début (face B du 1er single de la bande originale du film Astérix et Obélix aux Jeux Olympiques)
- 2008 : La Course Des Charts (face B du 2d single de la bande originale du film Astérix et Obélix aux Jeux Olympiques)